# Werrington (Cornouailles)
Werrington est une paroisse civile des Cornouailles, en Angleterre.